# Lee Hodson
Lee James Stephen Hodson (Borehamwood, 2 oktober 1991) is een Noord-Iers voetballer die doorgaans speelt als rechtsback. In juli 2025 verruilde hij Eastleigh voor AFC Totton. Hodson maakte in 2010 zijn debuut in het Noord-Iers voetbalelftal.

## Clubcarrière
Hodson speelde in de jeugd van Boreham Wood en hij stapte in 2004 over naar de opleiding van Watford. Op 3 mei 2009 maakte hij zijn debuut in het eerste elftal, toen met 3–1 gewonnen werd van Derby County. Hodson mocht van coach Brendan Rodgers in de vijfenzestigste minuut invallen voor Gavin Hoyte. In het seizoen 2009/10 kwam hij vaker aan spelen toe op de positie rechts in de verdediging, omdat de eerste keuze op die positie, Adrian Mariappa, door blessures van aanvoerder Jay DeMerit vaker in het centrum van defensie in actie moest komen. In de jaargang 2012/13 kwam Hodson minder aan spelen toe door een aantal versterkingen in de verdediging van de club.
Brentford nam hem in november 2012 op huurbasis over. Uiteindelijk speelde de rechtsachter veertien competitiewedstrijden bij Brentford. Hierna werd hij in de zomer van 2013 overgenomen door MK Dons, waar hij voor één jaar tekende, met een optie op een jaar extra. In mei 2015 verlengde de Engelsman zijn verbintenis met twee jaar, tot medio 2017. In het seizoen 2015/16 kwam Hodson, mede door blessureleed, minder in actie en in de winterstop van het seizoen werd hij voor een half seizoen op huurbasis gestald bij het Schotse Kilmarnock.
In de zomer van 2016 vertrok Hodson naar Rangers, waar hij zijn handtekening zette onder een verbintenis voor de duur van drie seizoenen. In zijn eerste twee seizoenen kwam de Noord-Ier tot respectievelijk elf en zes competitieduels, waarop hij in de zomer van 2018 voor één seizoen verhuurd werd aan St. Mirren. Na afloop van deze verhuurperiode verkaste Hodson transfervrij naar Gillingham. Hodson werd in januari 2020 opnieuw verhuurd aan St. Mirren, nu voor de duur van een halfjaar. Na St. Mirren nam Hamilton Academical Hodson op huurbasis over. In september 2021 verkaste hij op vaste basis naar Kilmarnock. Medio 2022 huurde Partick Thistle hem. Na het seizoen 2022/23 stapte Hudson transfervrij over naar Eastleigh. AFC Totton contracteerde Hodson in juli 2025.

## Clubstatistieken
| Seizoen | Club                  | Competitie      | Competitie | Competitie | Beker | Beker | Internationaal | Internationaal | Totaal | Totaal |
| Seizoen | Club                  | Competitie      | Wed.       | Dlp.       | Wed.  | Dlp.  | Wed.           | Dlp.           | Wed.   | Dlp.   |
| ------- | --------------------- | --------------- | ---------- | ---------- | ----- | ----- | -------------- | -------------- | ------ | ------ |
| 2008/09 | Watford               | Championship    | 1          | 0          | 0     | 0     | —              | —              | 1      | 0      |
| 2009/10 | Watford               | Championship    | 31         | 0          | 3     | 0     | —              | —              | 34     | 0      |
| 2010/11 | Watford               | Championship    | 29         | 1          | 2     | 0     | —              | —              | 31     | 1      |
| 2011/12 | Watford               | Championship    | 20         | 0          | 1     | 0     | —              | —              | 21     | 0      |
| 2012/13 | Watford               | Championship    | 1          | 0          | 0     | 0     | —              | —              | 1      | 0      |
| 2012/13 | → Brentford           | League One      | 14         | 0          | 4     | 0     | —              | —              | 18     | 0      |
| 2013/14 | MK Dons               | League One      | 23         | 1          | 5     | 0     | —              | —              | 28     | 1      |
| 2014/15 | MK Dons               | League One      | 14         | 1          | 1     | 0     | —              | —              | 15     | 1      |
| 2015/16 | MK Dons               | Championship    | 3          | 0          | 5     | 0     | —              | —              | 8      | 0      |
| 2015/16 | → Kilmarnock          | Premiership     | 13         | 0          | 4     | 0     | —              | —              | 17     | 0      |
| 2016/17 | Rangers               | Premiership     | 11         | 1          | 7     | 0     | —              | —              | 18     | 1      |
| 2017/18 | Rangers               | Premiership     | 6          | 0          | 3     | 0     | 0              | 0              | 9      | 0      |
| 2018/19 | → St. Mirren          | Premiership     | 20         | 0          | 3     | 0     | —              | —              | 23     | 0      |
| 2019/20 | Gillingham            | League One      | 7          | 0          | 5     | 0     | —              | —              | 12     | 0      |
| 2019/20 | → St. Mirren          | Premiership     | 7          | 0          | 3     | 0     | —              | —              | 10     | 0      |
| 2020/21 | → Hamilton Academical | Premiership     | 33         | 1          | 3     | 0     | —              | —              | 36     | 1      |
| 2021/22 | Kilmarnock            | Championship    | 18         | 0          | 3     | 0     | —              | —              | 21     | 0      |
| 2022/23 | Kilmarnock            | Premiership     | 0          | 0          | 4     | 0     | —              | —              | 4      | 0      |
| 2022/23 | → Partick Thistle     | Championship    | 23         | 1          | 7     | 0     | —              | —              | 30     | 1      |
| 2023/24 | Eastleigh             | National League | 32         | 0          | 4     | 0     | —              | —              | 36     | 0      |
| 2024/25 | Eastleigh             | National League | 30         | 0          | 1     | 0     | —              | —              | 31     | 0      |
| 2025/26 | AFC Totton            | National League | 0          | 0          | 0     | 0     | —              | —              | 0      | 0      |
| Totaal  | Totaal                | Totaal          | 339        | 6          | 68    | 0     | 0              | 0              | 407    | 6      |

Bijgewerkt op 9 juli 2025.

## Interlandcarrière
Hodson maakte zijn debuut in het Noord-Iers voetbalelftal op 17 november 2010, toen met 1–1 gelijkgespeeld werd tegen Marokko door treffers van Marouane Chamakh en Rory Patterson. Hij mocht van bondscoach Nigel Worthington starten als basisspeler en hij speelde het gehele duel mee. De andere debutanten dit duel waren Adam Barton (Preston North End) en Josh McQuoid (Bournemouth).
Door bondscoach Michael O'Neill werd hij opgenomen in de voorselectie voor het EK. Uiteindelijk haalde Hodson de definitieve selectie ook. Op het EK kwam de verdediger niet in actie. Uiteindelijk werd debutant Noord-Ierland in de achtste finale uitgeschakeld door Wales.
| Interlands van Lee Hodson voor Noord-Ierland | Interlands van Lee Hodson voor Noord-Ierland | Interlands van Lee Hodson voor Noord-Ierland | Interlands van Lee Hodson voor Noord-Ierland | Interlands van Lee Hodson voor Noord-Ierland | Interlands van Lee Hodson voor Noord-Ierland | Interlands van Lee Hodson voor Noord-Ierland |
| №                                            | Datum                                        | Wedstrijd                                    | Uitslag                                      | Competitie                                   | Goals                                        |                                              |
| Als speler bij Watford                       | Als speler bij Watford                       | Als speler bij Watford                       | Als speler bij Watford                       | Als speler bij Watford                       | Als speler bij Watford                       | Als speler bij Watford                       |
| -------------------------------------------- | -------------------------------------------- | -------------------------------------------- | -------------------------------------------- | -------------------------------------------- | -------------------------------------------- | -------------------------------------------- |
| 1                                            | 17 november 2010                             | Noord-Ierland – Marokko                      | 1 – 1                                        | Vriendschappelijk                            |                                              |                                              |
| 2                                            | 9 februari 2011                              | Noord-Ierland – Schotland                    | 0 – 3                                        | Vriendschappelijk                            |                                              |                                              |
| 3                                            | 24 mei 2011                                  | Ierland – Noord-Ierland                      | 5 – 0                                        | Vriendschappelijk                            |                                              |                                              |
| 4                                            | 27 mei 2011                                  | Noord-Ierland – Wales                        | 0 – 2                                        | Vriendschappelijk                            |                                              |                                              |
| 5                                            | 7 oktober 2011                               | Noord-Ierland – Estland                      | 1 – 2                                        | EK 2012 kwalificatie                         |                                              |                                              |
| 6                                            | 11 oktober 2011                              | Italië – Noord-Ierland                       | 3 – 0                                        | EK 2012 kwalificatie                         |                                              |                                              |
| 7                                            | 29 februari 2012                             | Noord-Ierland – Noorwegen                    | 0 – 3                                        | Vriendschappelijk                            |                                              |                                              |
| 8                                            | 2 juni 2012                                  | Nederland – Noord-Ierland                    | 6 – 0                                        | Vriendschappelijk                            |                                              |                                              |
| 9                                            | 15 augustus 2012                             | Noord-Ierland – Finland                      | 3 – 3                                        | Vriendschappelijk                            |                                              |                                              |
| Als speler bij MK Dons                       |                                              |                                              |                                              |                                              |                                              |                                              |
| 10                                           | 6 september 2013                             | Noord-Ierland – Portugal                     | 2 – 4                                        | WK 2014 kwalificatie                         |                                              |                                              |
| 11                                           | 10 september 2013                            | Luxemburg – Noord-Ierland                    | 3 – 2                                        | WK 2014 kwalificatie                         |                                              |                                              |
| 12                                           | 11 oktober 2013                              | Azerbeidzjan – Noord-Ierland                 | 2 – 0                                        | WK 2014 kwalificatie                         |                                              |                                              |
| 13                                           | 15 oktober 2013                              | Israël – Noord-Ierland                       | 1 – 1                                        | WK 2014 kwalificatie                         |                                              |                                              |
| 14                                           | 15 november 2013                             | Turkije – Noord-Ierland                      | 1 – 0                                        | Vriendschappelijk                            |                                              |                                              |
| 15                                           | 25 maart 2015                                | Schotland – Noord-Ierland                    | 1 – 0                                        | Vriendschappelijk                            |                                              |                                              |
| Als speler bij Kilmarnock                    |                                              |                                              |                                              |                                              |                                              |                                              |
| 16                                           | 4 juni 2016                                  | Slowakije – Noord-Ierland                    | 0 – 0                                        | Vriendschappelijk                            |                                              |                                              |
| Als speler bij Rangers                       |                                              |                                              |                                              |                                              |                                              |                                              |
| 17                                           | 4 september 2016                             | Tsjechië – Noord-Ierland                     | 0 – 0                                        | WK 2018 kwalificatie                         |                                              |                                              |
| 18                                           | 11 oktober 2016                              | Duitsland – Noord-Ierland                    | 2 – 0                                        | WK 2018 kwalificatie                         |                                              |                                              |
| 19                                           | 15 november 2016                             | Noord-Ierland – Kroatië                      | 0 – 3                                        | Vriendschappelijk                            |                                              |                                              |
| 20                                           | 10 juni 2017                                 | Azerbeidzjan – Noord-Ierland                 | 0 – 1                                        | WK 2018 kwalificatie                         |                                              |                                              |
| 21                                           | 4 september 2017                             | Noord-Ierland – Tsjechië                     | 2 – 0                                        | WK 2018 kwalificatie                         |                                              |                                              |
| 22                                           | 5 oktober 2017                               | Noord-Ierland – Duitsland                    | 1 – 3                                        | WK 2018 kwalificatie                         |                                              |                                              |
| 23                                           | 29 mei 2018                                  | Panama – Noord-Ierland                       | 0 – 0                                        | Vriendschappelijk                            |                                              |                                              |
| 24                                           | 3 juni 2018                                  | Costa Rica – Noord-Ierland                   | 3 – 0                                        | Vriendschappelijk                            |                                              |                                              |

Bijgewerkt op 9 juli 2025.

## Erelijst
| Championship | 1 | 2021/22 |